# Munetaka Murakami
Munetaka Murakami (村上 宗隆, Murakami Munetaka, Kumamoto, 2 de fevereiro de 2000) é um jogador de beisebol japonês, que joga na posição de defensor interno (infielder).

## Carreira
Murakami compôs o elenco da Seleção Japonesa de Beisebol nos Jogos Olímpicos de Verão de 2020 em Tóquio, onde conquistou a medalha de ouro após derrotar a equipe dos Estados Unidos na final da competição por 2–0.